# Dritsite
La dritsite (simbolo IMA: Drt) è un minerale molto raro del supergruppo dell'idrotalcite appartenente alla famiglia minerale degli "ossidi e idrossidi" con composizione chimica Li2Al4(OH)12Cl2 • 3(H2O).
Il minerale è il cloro-analogo dell'akopovaite, che è dominata dal complesso carbonato CO3, e si presenta come politipo 2H.

## Etimologia e storia
La dritsite è stata chiamata in questo modo in onore del cristallografo e mineralogista russo Viktor Anatol'evich Drits (in russo: Виктор Анатольевич Дриц) professore presso l'Istituto geologico dell'Accademia russa delle scienze di Mosca, in Russia.
Sempre presso l'Accademia russa delle scienze, nel museo mineralogico "A.E. Fersman", è conservato il campione tipo della dritsite con il numero di catalogo 5380/1.

## Classificazione
Dato che la dritsite è stata approvata come minerale indipendente dall'associazione Mineralogica Internazionale (IMA) nel 2019, non è elencata né nella Sistematica dei lapis (Lapis-Systematik) di Stefan Weiß (che è aggiornata fino al 2018), né nella molto usata nona edizione della sistematica dei minerali di Strunz, aggiornata dall'IMA fino al 2009.
La sua edizione successiva, proseguita dal database "mindat.org" e chiamata anche Classificazione Strunz-mindat, elenca la dritsite nella classe "4. Ossidi (idrossidi, V[5,6] vanadati, arseniti, antimoniti, bismutiti, solfiti, seleniti, telluriti, iodati)" e nella sottoclasse "4.F Idrossidi (senza V od U)"; questa è ulteriormente suddivisa in base alla struttura del minerale, in modo che esso possa essere trovato nella sezione "4.FL Idrossidi con H2O ± (OH); strati di ottaedri che condividono uno spigolo" dove forma il sistema nº 4.FL.05 insieme a woodallite, iowaite, jamborite, meixnerite, muskoxite, fougèrite e mössbauerite.

## Abito cristallino
La dritsite cristallizza nel sistema esagonale nel gruppo spaziale P63/mcm (gruppo nº 193) con i parametri reticolari a = 5,0960(3) Å e c = 15,358(1) Å, oltre a una unità di formula per cella unitaria.

## Origine e giacitura
La dritsite forma cristalli esagonali di forma lamellare o tabulare con dimensioni fino a 0,25 mm; tali cristalli si presentano singolarmente o in gruppi impilati e sono stati trovati associati a dolomite, magnesite, quarzo, barite contenente stronzio, caolinite, K-feldspato, krasnoshteinite, congolite, fluorite, ematite e anatasio.
Il minerale è rarissimo ed è stato trovato solo nella sua località tipo, il "foro di trivellazione nº 2001" nell'area di Romanovskiy presso Solikamsk, capoluogo dell'omonima rajon (territorio di Perm', Russia).